# Vad Magyarország
A Vad Magyarország – A vizek birodalma (nemzetközi angol címe: Wild Hungary – A Water Wonderland) Török Zoltán 2011-ben bemutatott, számos nemzetközi díjat elnyert színes természetfilmje. A film négy évszakot átívelően mutatja be Magyarország és a Kárpát-medence vadvilágát, Kulka János narrációja mellett.

## Cselekmény
A történet visszatérő karaktere egy vidra és egy rétisas család. Az ő történetükön keresztül lehet megismerni a Kárpát-medence vizes élőhelyein előforduló állatokat, és azok ritkán látott viselkedéseit. A filmben feltűnnek többek között szarvasok, szürkemarhák, balinok, harcsák, gyurgyalagok, dolmányos varjak, és olyan helyszínek, mint a Tisza holtágai, a Duna és mellékfolyói, a Hortobágy, a Balaton, vagy a Gemenci-erdő. Ezen ártéri erdőkhöz kötődő állatok egy évét mutatja be a film, téltől télig. Az állatok mellett természethez közel élő emberek – halászok, vitorlások és gulyáslegények – élete is nyomon követhető a filmben.
|  | Alább a cselekmény részletei következnek! |

A bevezető célja a hangulatteremtés. Olyan felvételeket láthatóak benne, amik a történetbe nem kerültek bele, de a készítők mégis értékesnek találták azokat.
A történet egy pusztán kezdődik, ahol a gulyást főző gulyáslegényektől eljutunk a puszta élővilágáig: szürkemarhákat terelő kutyát, ludak lassított repülését, rétisast megtámadó dolmányos varjút láthatunk a Hortobágyon.
A Hortobágy pusztái után az ártéri erdők élővilága következik. Az átvezető képeken betekintést lehet nyerni abba, hogy milyen közel él egymáshoz állat és ember. A jelenetben feltűnik a halász, aki léket vág a tóba, ezután vízalatti felvételeket láthatunk az itt élő harcsákról. A víz befagyott felületén hollókat, illetve fészekanyagot gyűjtő rétisasokat figyelhetünk meg. A fák között szarvasok tűnnek fel, akik megrémülnek az éppen arra járó busók láttán. A következő jelenetben a busójárás hagyományába tekintünk be. Ezek a képek vezetnek át a télből a tavaszba.

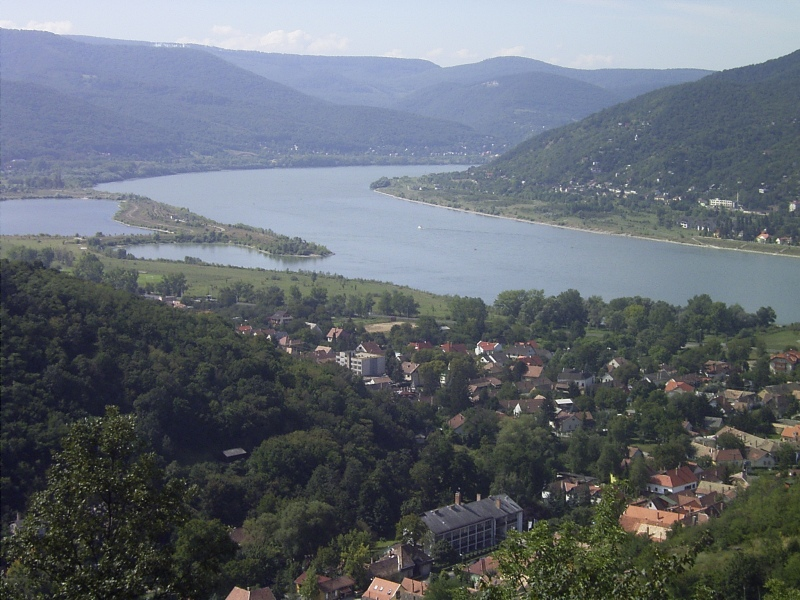
A Dunakanyar Visegrádnál

Az olvadó hó hatására a Duna és mellékfolyói mentén vízben állnak az erdők. Az ártérben feltűnik Magyarország rengeteg békafaja. A kiáradt Répce vizében rengeteg tavaszi tőzike nyílik. A továbbiakban gyorsításban láthatjuk csillagvirágok nyílását, Mosonyi Szabolcs operatőrnek köszönhetően.

A rétisas családban időközben kikeltek a fiókák. A hím és a tojó felváltva vigyáznak utódaikra, amíg a másik a fészektől távol tartózkodik.

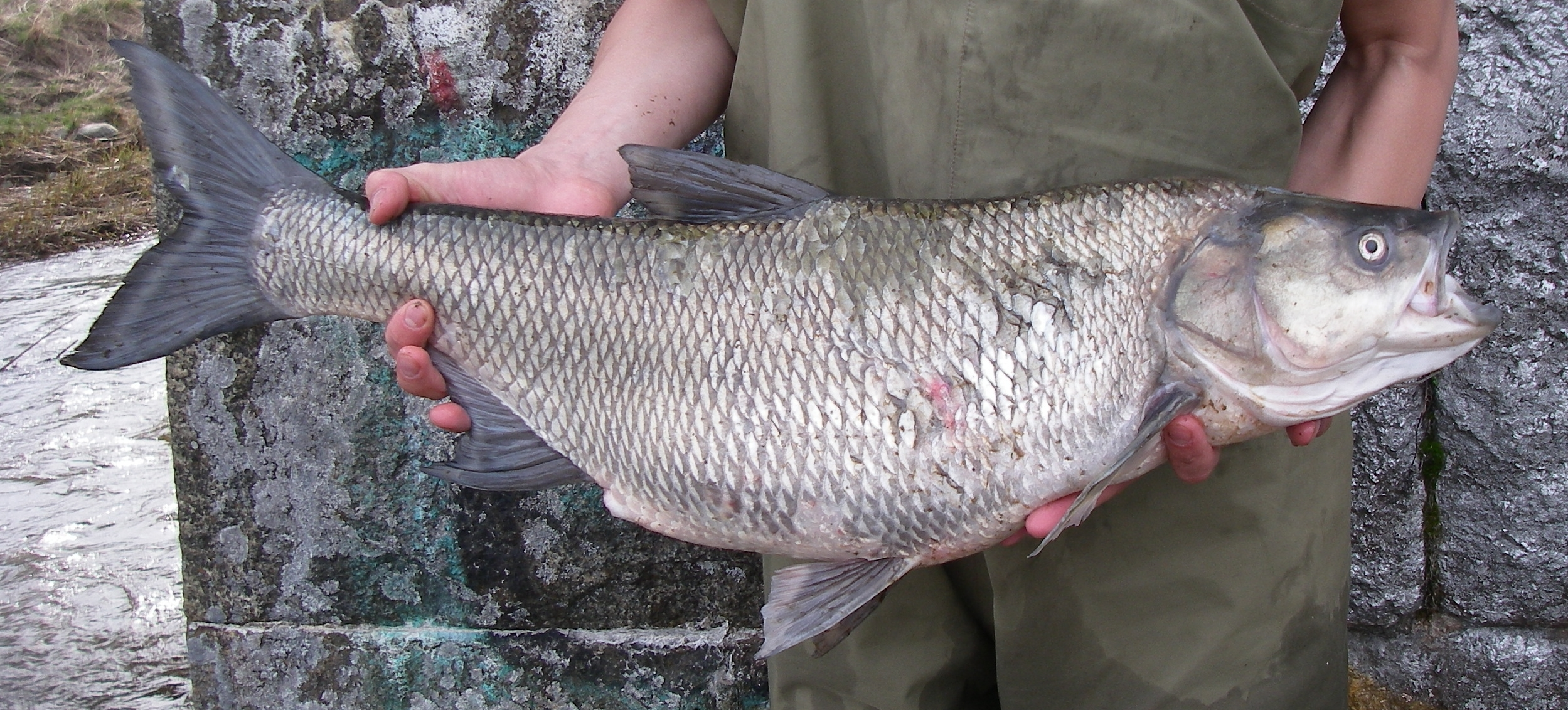
Balin (Aspius aspius)

Balatoni képek segítségével a film vizek élővilágát bemutató részéhez jutunk el. Balinok vonulása tárul elénk, közben gázló madarak érkeznek. A néző azt hihetné, hogy a balinokat szeretnék elkapni, de valójában azok ikrái érdeklik őket. A balinok eljutnak az ívóhelyre, mindegyik kiválasztja, és védi saját területét, amíg a nőstények megérkeznek. Később egy törpeharcsa a megtermékenyített ikrákkal táplálkozik. Megérkeznek a kócsagok is, akik épp a törpeharcsára vadásznak.

Ezután éjszakai felvételeket láthatunk a balinok ívásáról. A hímek vibráló tánccal csábítják el a nőstényeket.
Újabb hangulatteremtő átvezetés következik. A falvakba visszatérnek a gólyák. A Gemenci-erdőt láthatjuk, hőlégballonból rögzített képeken. Április közepén az erdő fái még mindig vízben állnak. A vízben szarvasok vannak, akik itt menedéket találnak a rovarok elől, valamint friss táplálékhoz is jutnak. Feltűnnek a mocsári teknősök is, akik téli álmukból felébredve napoznak egy farönkön. Újra lehet látni a vidrát, aki mocsári teknősökre, és békákra vadászik. A következő jelenetben egy harcsa fészeképítése látható. Újra feltűnik a fiatal halász, aki keszeget, csukát, pontyot fog ki hálója segítségével. A harcsa megmenekül, és párzásba kezd egy harcsalánnyal.

A Dráva egyik löszfala mellett látni az Afrikából visszatérő gyurgyalagokat, akik fejest ugranak a vízbe. A történet visszakanyarodik a rétisas családhoz, ahol a fiókák már öthetesek. Szüleik már több időt vannak távol tőlük. A hím egy halat fog ki, majd megeteti kicsinyeit, és maga is táplálkozik. Közben hazarepül a tojó is.
Utána újra látható a puszta, ahol a vadludak éppen legelésznek a felszín felé érő víz mellett. Közben szürkemarhák vonulnak át a pusztát behálózó csatornákon. Borjaik is követik őket, azonban számukra veszélyes lehet a víz mélysége. A Tiszán partifecskék, és azok éppen kikelt fiókái vadásznak a rajzó kérészekre.
A sasfiókák időközben nagyot nőttek, apjuk egyre kevesebbszer eteti őket. A két testvér civakodása is látható az utolsó falaton.
A Kárpát-medencébe megérkezik a forróság, a gulyás nem talál árnyékot, a gólya szárnyai segítségével védi fiókáit a napsugaraktól, megérkezik a nyár. Az emberek és az állatok megosztják élőhelyüket, fürdőzők láthatóak a Balatonban. Az erdőkben azonban drámai változásokat hoz a hőség, a halak elpusztulnak a kiszáradó folyómederben.

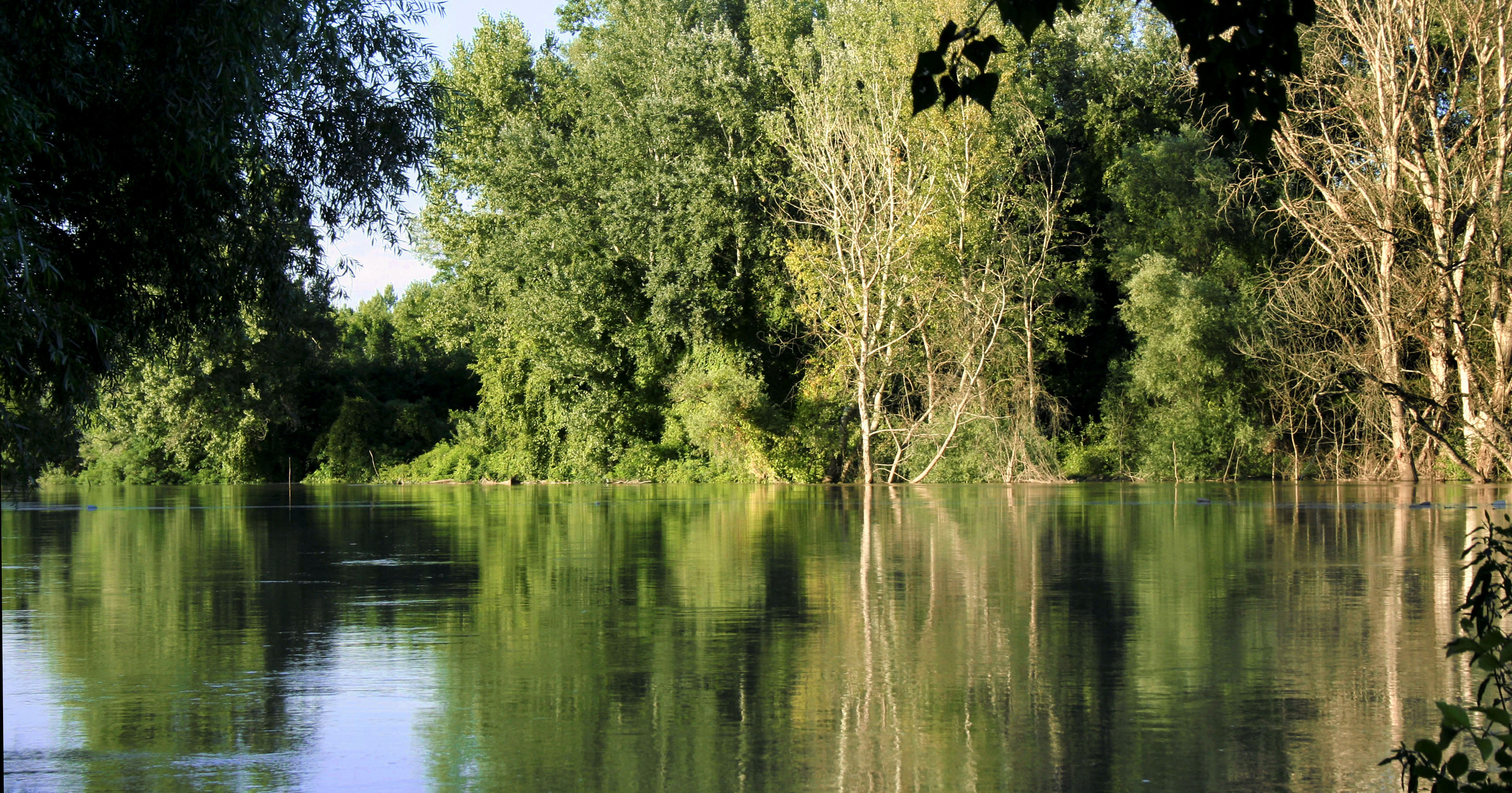
A megáradt Tisza, Szeged közelében

A nyári árvíz feltölti a kiszáradt medreket, a rovarok, a szarvasok, és a vaddisznók is menekülnek a zöldár elől. A szarvasok biztonságos helyet találnak, ahol akár napokig is állniuk kell, hogy ne sodorja el őket a hömpölygő víz. A vidrák közben kifejezetten élvezik az árvizet.
A fiatal halász újra feltűnik, sokat kell eveznie, hogy elérje tanyáját. Háza cölöpökön áll, hasonlóan szomszédaihoz. A két sasfióka már kirepült a fészekből, egyikük elhagyja az ártéri erdőt, másikuk tőkés récére vadászik éppen.
Megérkezik az ősz, eljön a szarvasok párzási ideje. Küzdő hímeket, és a szarvasok táncát láthatjuk lassításban. A zárójelenet következik, ahol a halász csónakázik, és harcsák vonulnak telelőhelyükre. A történet visszatér a pusztára, ahonnan darvak repülnek el éppen.

Újra elérkezik a tél. A sas család megpróbálja távozásra bírni ott maradt fiókájukat, a vidra a friss hóban játszik. Jó évet zártak mindketten.
|  | Itt a vége a cselekmény részletezésének! |

## Forgatás
A forgatás másfél éven keresztül zajlott, összesen 20 helyszínen, öt kamerával. A stáb 234 napot töltött a forgatással, ez idő alatt összesen 53 625 kilométert utazva. Többször megpróbáltak sakálokat is filmre venni, azonban próbálkozásaik nem jártak sok sikerrel, mindössze egy ilyen jelenet látható. A filmben feltűnnek a rendező családtagjai is, így a nyitójelenetben édesapja látható, ahogy gulyást főz, illetve a balatoni fürdőzők között pedig ott van a kislánya is. A sasok filmezéséhez használt kameratartó dobozt már egy évvel a forgatások kezdete előtt rögzítették egy közeli fán, hogy azok megszokják az ottlétét. A felvételek 20 méteres magasságból készültek. A Vad Magyarország stábja rögzítette a világon először a balinok árral szembeni vándorlását, valamint a gyurgyalagok „fejesugrását” is, amire a szakemberek eddig nem tudtak magyarázatot adni.

## Megjelenés
A filmet a Norddeutscher Rundfunk rendelte meg, de később bajor, osztrák, és francia támogatókra is szert tett. Utólagosan a Nemzeti Kulturális Alap és a Gemenc Zrt. is támogatta.

Az alkotás 2011 legnézettebb magyar filmje volt a mozikban, 20 100 nézővel. A mozivetítések után megjelent DVD-n és BluRay-en kimaradt jelenetekkel és rendezői kommentárral, valamint 2011. december 30-án látható volt az M1 közszolgálati televíziócsatornán is. 

2014-ben a rendező megosztotta a teljes filmet a YouTube-on, valamint 2015-ben hazánk legnépszerűbb zárt torrentoldalán, az nCore-on, a DVD-vel megegyező tartalommal.

## Fogadtatás
Több kritikus vélte régóta nem látott színvonalú magyar alkotásnak a filmet. Többen kritizálták azt, hogy a magyar állam nem nyújtott támogatást az elkészítéséhez.

„...egy szépen ívelt vázra húzták fel a történetet, így nem csak természeti képek sorát kapjuk, hanem egy igazi, filmes történetet, aminek van eleje, közepe, vége. Az alkotók meglátták a mindennapokban rejlő komikumot és szépséget, az áradásban rejlő drámát. Mindezt lenyűgöző operatőri teljesítménnyel rögzítették. Minden tekintetben egy európai színvonalú természetfilm született, magyar motívumokra épülő zenével és Kulka mesélő tolmácsolásával. Olyan film, ami bármelyik korosztály számára élményt nyújt.”

– Sz. E., port.hu

„...egyedi, a játékfilmek komponálására emlékeztető, mégis dinamikus látványt tudtak teremteni, elkerülve a tévés természetcsatornák szédítő, "Ön a kobra méregfogának szemszögéből láthatja az elkóborolt politológus levadászását" típusú ugrabugrálását.”

– Szily László, Index

„...Magyarország jó hírét gyönyörű tájainak, értékes kultúrájának ilyen színvonalú bemutatásával lehet a legsikeresebben növelni! Olyan lehetőség ez, amivel élni kell! Az utóbbi években viszont folyamatos elvonások, költségvetési zárolások sújtják a filmkészítőket. Az új pályázati rendszer nem vette figyelembe a filmszakmai szerveztek tanácsait, kéréseit. A kiút egyelőre nem látszik, az új rendszer eredményeit illetően még nincsenek tapasztalatok. Kétségek viszont bőven akadnak. Az ismeretterjesztő, így a természetfilmek jövője bizonytalan, lehetőségei korlátozottak. Jó, hogy ilyen nemzetközi koprodukciókra olykor adódik lehetőség, de országunk kulturális kincseinek, természeti és tudományos értékeinek megörökítését magyar pénzből kéne finanszírozni.”

– Kormos Ildikó, természetfilmes

## Díjak és jelölések
A film a következő díjakat, illetve jelöléseket nyerte el:
- 2011 – 42. Magyar Filmszemle – Legjobb ismeretterjesztő film
- 2011 – Pusztaszeri Országos Természetfilm-fesztivál – Fődíj
- 2011 – Nemzetközi Tudományos Film Fesztivál, Szolnok – Díj a vágásért
- 2011 – Román-Magyar Dokumentumfilm fesztivál – Legjobb operatőr
- 2011 – Vertical Film Festival, Oroszország – Legjobb természetfilm
- 2011 – Puchalski Nature Film, Lengyelország – Legjobb operatőr
- 2011 – Ekotop Nemzetközi Film Fesztivál, Szlovákia – Fődíj
- 2011 – FIFAD, Svájc – A legjobb élőhelyről szóló film díja
- 2011 – Jackson Hole Wildlife Film Festival, USA – A legjobb élőhelyről szóló film díja
- 2011 – Wildlife Film Festival Japán – Legjobb ismeretterjesztő film
- 2011 – Water, Sea, Oceans Film Festival, Csehország – Fődíj
- 2011 – Naturvision, Németország – Legjobb operatőri munka
- 2011 – Matsalu Film Fesztivál, Észtország – Legjobb természetfilm
- 2011 – Agrofilm, Szlovákia – A legjobb ismeretterjesztő film díja
- 2011 – Ménigoute Film Fesztivál, Franciaország – Prix Paysages
- 2011 – Save And Preserve, Oroszország – Legjobb operatőr díja
- 2011 – GreenScreen, Németország – Jelölés a Legjobb hang díjra
- 2011 – It's Up To You Too Film Fesztivál, Csehország – Fődíj
- 2011 – Sondrio, Olaszország – Európai élőhelyet bemutató legjobb film
- 2012 – GreenVision Ecological Film Festival, Oroszország – Fődíj
- 2012 – Wildscreen, Egyesült Királyság – Jelölés a Legjobb hang díjra
- 2012 – Award for the Cinematography, Nature Namur Fesztivál, Belgium – Prix de l’Image díj
- 2013 – Waga Brothers Nemzetközi Természetfilm Fesztivál, Lengyelország – Fődíj